# Бадняревич, Предраг
Предраг Бадняревич (5 апреля 1963, Врбас, СФРЮ — 13 мая 2023) — сербский баскетбольный тренер.

## Карьера
С 1987 по 1988 года Бадняревич работал с молодёжным составом «Радничков», а затем 5 лет посвятил молодому поколению «Црвены звезды» (1988—1993). Среди его воспитанников числится Предраг Стоякович — чемпион НБА в составе «Даллас Маверикс» и дважды победитель конкурса трёхочковых бросков на «Матчах звёзд НБА».
За свою карьеру Бадняревич успел поработать с молодёжными составами югославских и сербских клубов, несколько лет тренировал команды Греции и Румынии, после чего долгое время возглавлял арабские клубы и сборную Египта. С «Этуаль дю Сахель» Бадняревич выиграл чемпионат арабских стран и был признан тренером года.
В июле 2017 года Предраг вошёл в тренерский штаб «Нижнего Новгорода».
В июне 2020 года Бадняревич был назначен главным тренером ЦСКА-2.
Умер 13 мая 2023 года.